# Хъдсън ривър
 Тази статия е за течение в изкуството.  За реката вижте Хъдсън (река).  
Хъдсън ривър е художествено движение в САЩ от средата на XIX век, съставено от група пейзажисти, чийто естетически възгледи са повлияни от романтизма.
Картините, заради които движението получава името си, изобразяват долината на река Хъдсън, планините Кетскил, Адирондак и Уайт маунтинс. Творците от второто поколение започват да рисуват и на други места.

## Преглед
Не е установен нито авторът на името на движението, нито първият път, когато е използвано през XIX век. Смята се, че негов автор са критикът от „Ню Йорк Таймс“ Кларънс Кук или пейзажистът Хоумър Мартин. Първоначално терминът се използва с пренебрежение, до момента, в който сред американските патрони и колекционери не идват на мода рисуването пленер и Барбизонската школа.
Картините на художниците от Хъдсън ривър имат 3 основни теми от Америка през XIX век: откриване, изучаване и установяване. Картините изобразяват американския пейзаж с пасторален нюанс, където хората и природата живеят в мир и разбирателство За художниците от Хъдсън ривър е характерен реализъм, детайлно и понякога идеализирано изобразяване на природата. Често се съпоставят селското стопанство и необятната пустош, която бързо ще изчезне от долината на реката, точно преди да бъдат оценени нейните устойчивост и възвишеност. За художниците от това движение американската природа е неизразима проява на Господ, въпреки че те се различават в религиозните си убеждения. Те черпят вдъхновение и от европейските художници като Клод Лорен, Джон Констабъл и Джоузеф Търнър. Освен това споделяли почитта към красотата на американската природа със съвременни американски писатели като Хенри Дейвид Торо и Ралф Уолдо Емерсън. Няколко от членовете им са членове на Дюселдорфската художествена школа.
Докато елементите на картините са направени много реалистично, много от действителните места са синтезирани композиции на различни сцени или изображения на природата, наблюдавани от художниците. В събирането на материал за картините художниците пътуват през доста необичайни пътища и екстремна обстановка, които не позволявали рисуване на място. По време на тези експедиции са правени скици и бележки, които да послужат по-късно при рисуването.

## Томас Коул
Томас Коул е художникът, на когото е приписвано създаването на движението. Той поема с параход по река Хъдсън през есента на 1825 г. – същата година, през която е открит каналът Ери. Спира първо в Уест Пойнт, а след това при местността Кетскил, от където се отправя на запад към източните части на планината Кетскил. Там англичанинът Коул намира изключителни нюанси на есента рисува първите пейзажи на местността. Приятелят му Ашър Браун Дюранд става важна фигура в движението.

## Второ поколение
Второто поколение на Хъдсън ривър се появява след преждевременната смърт на Коул през 1848 г. Сред членовете му са ученикът на Коул Фредерик Едуин Чърч, Джон Фредерик Кенсет и Санфорд Робинсън Гофорд. Творби на художници от второто поколение често са давани за пример за луминизтично творчество (американски стил в рисуването от 50-те до 70-те години на 19 век). Голяма част от художниците от това второ поколение са сред основателите на музея „Метрополитън“ в Ню Йорк (1869).
Много от най-добрите творби на художниците от Хъдсън ривър са направени в периода 1855 – 1875 г. По онова време творци като Чърч и Алберт Бийрщат са знаменитости, повлияни от Дюселдорфската художествена школа.

## Обществени колекции
Сред най-богатите колекции на картини на художници от Хъдсън ривър е тази в Уадсуорт Атинеум в Хартфорд (Кънектикът), която включва 13 пейзажа на Томас Коул и 11 на Фредерик Чърч. Други музеи с богати колекции са Бруклинския музей, Националната галерия на изкуствата във Вашингтон и „Метрополитън“.

## Бележити художници
- Алберт Бийрщат
- Фредерик Едуин Чърч
- Томас Коул
- Самюъл Колман
- Джаспър Франсис Кропси
- Томас Даути
- Робърт Дънкансън
- Ашър Браун Дюранд
- Санфорд Робинсън Гифорд
- Деймс Макдугъл Харт
- Уилям Харт
- Уилям Стенли Хейзълтин
- Мартин Джонсън Хийд
- Херман Отомар Херцог
- Томас Хил
- Дейвид Джонсън
- Джон Фредерик Кенсет
- Томас Моран
- Робърт Уолтър Уиър
- Уортингтън Уитредж
- Чарлс Бейкър
- Джон Уилям Касилиър
- Томас Даути
- Джарвис Макенти